# Stade municipal de Toruń
 (avril 2025).
Si vous disposez d'ouvrages ou d'articles de référence ou si vous connaissez des sites web de qualité traitant du thème abordé ici, merci de compléter l'article en donnant les références utiles à sa vérifiabilité et en les liant à la section « Notes et références ».
Le stade municipal de Torun (en polonais Stadion Miejski qui signifie stade municipal ; nom complet Stadion Miejski w Toruniu im Grzegorza Duneckiego) est un stade omnisports, situé à Toruń en Pologne.
Il est baptisé du nom de pl:Grzegorz Dunecki, et son adresse est ul. Gen. J. Bema 23/29. Les clubs de l'Angels Toruń et de l'Elana Toruń jouent leurs matchs à domicile dans ce stade. Il peut contenir 6 000 spectateurs mais seules 4 300 places sont assises. Les dimensions du terrain du stade sont de 105 m par 68 m.

## Liens
- (pl) Stade municipal de Toruń (stadiony.net)